# Assembleia municipal
A assembleia municipal é o órgão deliberativo de cada um dos municípios de Portugal. Forma, com a câmara municipal (órgão executivo) e com os conselhos municipais (órgãos consultivos), o conjunto dos órgãos representativos municipais. Os seus membros são coloquialmente designados "deputados municipais".

## Funcionamento

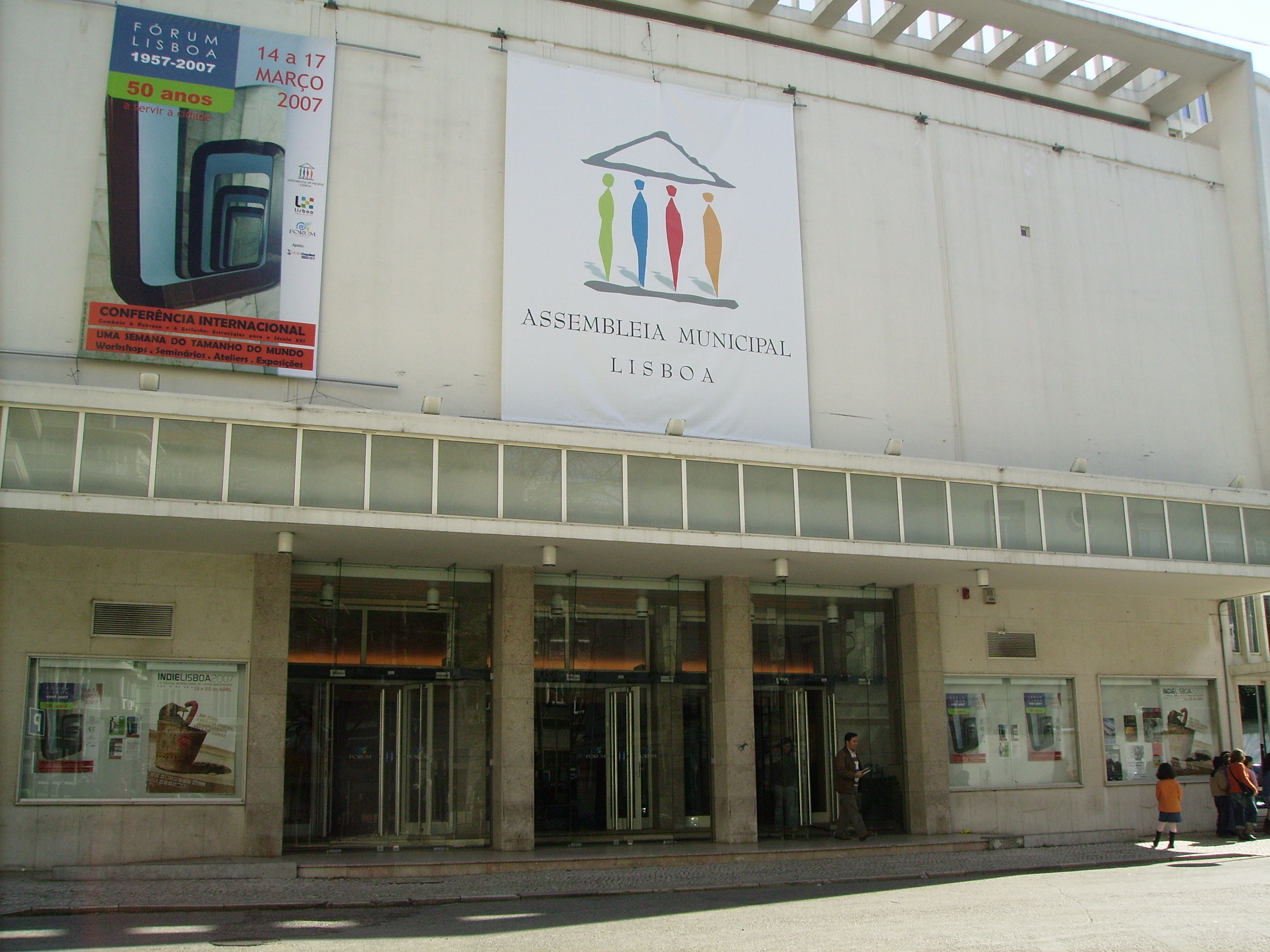
Sede da Assembleia Municipal de Lisboa.

### Composição
A assembleia municipal é o órgão deliberativo do respetivo município, sendo constituída por membros eleitos diretamente pelos munícipes e pelos presidentes de junta de freguesia do município. O número de membros eleitos diretamente é superior ao dos presidentes de junta de freguesia - que integram a assembleia por inerência - e igual ou superior ao triplo do número de membros da respetiva câmara municipal.
Os membros de cada assembleia municipal, especialmente aqueles eleitos diretamente pelos munícipes, recebem frequentemente o tratamento de "deputados municipais". Este tratamento é, contudo meramente oficioso, não estando previsto na lei, a qual se refere aos mesmos apenas como "membros da assembleia municipal".
A assembleia é coordenada por uma mesa, composta por um presidente, um 1.º secretário e um 2.º secretário. A mesa da assembleia é eleita, por escrutínio secreto, pela assembleia municipal, de entre os seus membros.
Quando há eleições, o presidente da assembleia municipal cessante deve proceder à instalação da nova assembleia municipal no prazo de 20 dias após o apuramento definitivo dos resultados eleitorais.

### Sessões
A assembleia municipal tem, anualmente, cinco sessões ordinárias, em fevereiro, abril, junho, setembro e novembro ou dezembro, convocadas por edital.
A segunda e a quinta sessões destinam-se, respetivamente, à apreciação do inventário de todos os bens, direitos e obrigações patrimoniais, e respetiva avaliação, e ainda à apreciação e votação dos documentos de prestação de contas, bem como à aprovação das opções do plano e da proposta do orçamento para o ano seguinte, exceto a aprovação das opções do plano e da proposta de orçamento para o ano imediato ao da realização de eleições gerais que terá lugar, em sessão ordinária ou extraordinária da assembleia que resultar do ato eleitoral, até ao final do mês de abril do referido ano.
O presidente da assembleia convoca extraordinariamente a assembleia municipal, por sua própria iniciativa, quando a mesa assim o deliberar ou, ainda, a requerimento: do presidente da câmara municipal, em execução de deliberação desta; de um terço dos seus membros ou de grupos municipais com idêntica representatividade; ou de um número de cidadãos eleitores inscritos no recenseamento eleitoral do município equivalente a 30 vezes o número de elementos que compõem a assembleia, quando aquele número for igual ou inferior a 10 000, e a 50 vezes, quando for superior.
Todas as sessões da assembleia municipal são públicas e têm um período para intervenção do público, durante o qual lhe serão prestados os esclarecimentos solicitados.

## Equivalentes em outros países
As assembleias municipais portuguesas são, aproximadamente, equivalentes às câmaras municipais brasileiras. De observar que, em termos de funções, o equivalente brasileiro das câmaras municipais portuguesas são as prefeituras.